# 87 (број)
87 је природан број који се јавља после броја 86, а претходи броју 88.

## У математици
87 је:
- полупрост број.[1]
- збир квадрата прва четири проста броја (87 = 22 + 32 + 52 + 72).

## У науци
- атомски број францијума.
- Месје 87, елиптична галаксија у сазвежђу Девица.
- NGC 87, галаксија у сазвежђу Феникс.

## Остало
- Јункерс Ju 87, немачки борбени авион из Другог светског рата.